# Heinrich Trombetta
Heinrich Joseph Trombetta (* 24. Juli 1800 in Limburg an der Lahn; † 9. Juli 1859 ebenda) war ein deutscher Kaufmann und Politiker.

## Familie
Heinrich Trombetta war der Sohn des Limburger Kaufmanns Jacob Anton Trombetta (* 28. Januar 1759 in Limburg; † 6. September 1831 ebenda) und dessen Ehefrau Johanna Franziska geborene Massing (* 12. Oktober 1776 in Limburg; 10. Juni 1833 ebenda). Sein Bruder Eduard Trombetta (1817–1886) wurde ebenfalls Kaufmann in Limburg und Landtagsabgeordneter, das Gleiche galt für seinen Onkel Joseph Trombetta (1772–1841). Erbe des Geschäftes wurde sein Sohn Carl (1831–1903).
Heinrich Trombetta heiratete am 26. September 1830 in Dietkirchen Maria Anna Krämer (* 8. November 1812 in Dietkirchen; † 7. Oktober 1859 in Limburg), die Tochter des Rats Johann Nepomuk Krämer und der Josepha Laubach.

## Leben

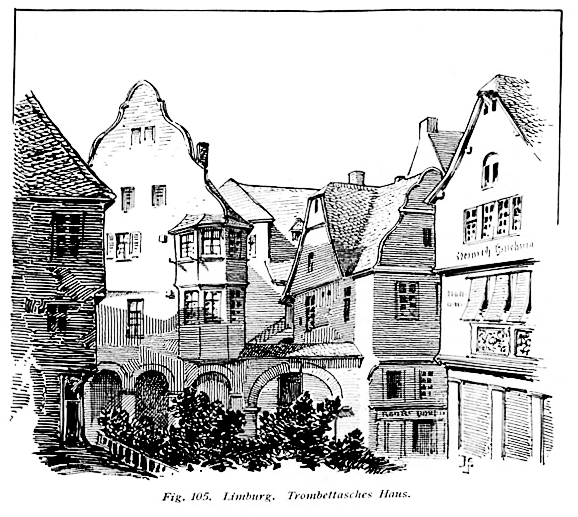
Trombettasches Haus

Heinrich Trombetta war Kaufmann in Limburg an der Lahn. Der Trombetta-Komplex (Frankfurter Straße 2), ein denkmalgeschütztes Ensemble in der Gesamtanlage Altstadt und Frankfurter Vorstadt von drei repräsentativen Gebäuden in Limburg wurde vor allem von ihm, seinem Vater und seinem Sohn geschaffen.
Trombetta war politisch aktiv. Von 1833 (in einer Nachwahl für Friedrich Ruß) bis 1836 (er legte das Mandat nieder) war er Mitglied der Deputiertenkammer des Landtags des Herzogtums Nassau, gewählt aus der Gruppe der Gewerbetreibenden. 1848 war er Mitglied des Vorparlaments.
1847 wurde er Mitglied des Limburger Gewerbevereins und gehörte von 1851 bis 1854 als Mitglied des Beirats der Landesbankdirektion in Wiesbaden an.